# Municipio de Jefferson (condado de Clayton)
El municipio de Jefferson (en inglés: Jefferson Township) es un municipio ubicado en el condado de Clayton en el estado estadounidense de Iowa. En el año 2010 tenía una población de 2624 habitantes y una densidad poblacional de 17,63 personas por km².

## Geografía
El municipio de Jefferson se encuentra ubicado en las coordenadas 42°47′5″N 91°8′10″O / 42.78472, -91.13611. Según la Oficina del Censo de los Estados Unidos, el municipio tiene una superficie total de 148.86 km², de la cual 131,97 km² corresponden a tierra firme y (11,35 %) 16,89 km² es agua.

## Demografía
Según el censo de 2010, había 2624 personas residiendo en el municipio de Jefferson. La densidad de población era de 17,63 hab./km². De los 2624 habitantes, el municipio de Jefferson estaba compuesto por el 98,67 % blancos, el 0,11 % eran afroamericanos, el 0,42 % eran asiáticos, el 0,11 % eran isleños del Pacífico, el 0,3 % eran de otras razas y el 0,38 % eran de una mezcla de razas. Del total de la población el 1,03 % eran hispanos o latinos de cualquier raza.